# Blatèl·lids
Els blatèlids (Blattellidae) són una família d'insectes de l'ordre Blattodea (paneroles). Aquesta família conté moltes de les més petites paneroles domèstiques.

## Taxonomia
- Blattella germanica
- Blattella asahinai
- Supella longipalpa
- Parcoblatta pennsylvanica
- Parcoblatta virginica
- Parcoblatta fulvescens